# Black Hole (jeu vidéo)
 (mai 2020).
Si vous disposez d'ouvrages ou d'articles de référence ou si vous connaissez des sites web de qualité traitant du thème abordé ici, merci de compléter l'article en donnant les références utiles à sa vérifiabilité et en les liant à la section « Notes et références ».
Pour les articles homonymes, voir Black Hole.
Black Hole est un jeu vidéo shoot 'em up de DufGames. Le jeu a été initialement publié en 2016 sur Ouya et ForgeTV, et a ensuite été adapté sur Nintendo Switch. Le jeu est sorti sur Nintendo Switch le 6 février 2018.

## Système de jeu
Black Hole est un jeu shoot 'em up dans l'espace où le joueur vole à travers différents trous noirs dans une vue de haut en bas et combat de nombreux ennemis situés à l'intérieur du trou noir. En choisissant un vaisseau spatial, le joueur commence avec très peu de puissance d'arme. Grâce aux objets que les ennemis lâchent, le navire peut être amélioré entre chaque niveau terminé pour améliorer l'arme principale, déverrouiller une arme secondaire et diverses autres améliorations du navire. À la fin de chaque trou noir après plusieurs niveaux, il y a un boss à combattre.

## Caractéristiques
Le jeu se compose de 40 niveaux à travers 4 trous noirs ou mondes thématiques. Il y a 4 mondes différents, mécanique, feu, glace et bête. Le joueur peut choisir l'un des trois vaisseaux spatiaux possibles qui peuvent être améliorés entre chaque niveau. Le jeu contient 3 niveaux de difficulté et propose des classements de temps et de score pour chacun d'eux. Plusieurs succès peuvent être déverrouillées qui n'ont aucune influence sur le jeu. Dans la version Nintendo Switch, un mode daltonien et un mode speedrun ont été ajoutés.
Le jeu intègre également HD Rumble, un mode d'écran tactile entièrement jouable, ainsi que la possibilité de jouer avec les commandes de mouvement ou la caméra IR, qui ne sont pas tous deux censés être le principal moyen d'entrée mais plus une façon amusante de jouer au jeu.

## Accueil
Les premières critiques indiquent que, bien qu'il n'apporte pas beaucoup de nouveautés dans le genre shoot 'em up, il s'agit toujours d'un solide jeu solo qui s'intègre bien sur la Nintendo Switch.